# Тельшяйська дієцезія

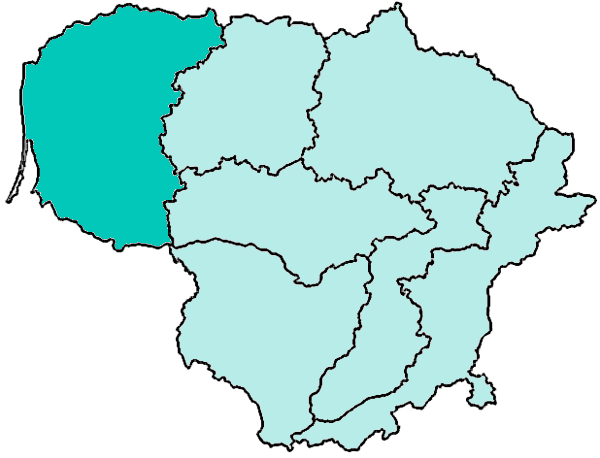
Тельшяйська дієцезія

Тельшяйська дієцезія (лат. Dioecesis Telsensis; лит. Telšių vyskupija) — одна з семи католицьких дієцезій латинського обряду в Литві з кафедрою в місті Тельшяй (Тельшяйський повіт). Входить до складу церковної провінції Каунаса. Є суфраганною дієцезією Каунаської архідієцезії. Латинська назва дієцезії — «Dioecesis Telsensis». Кафедральний собор — церква Святого Антонія Падуанського.
Дієцезія заснована в 1926 році.
З 1 червня 2020 року єпископську кафедру Тельшяя займає єпископ Алґірдас Юревічюс.

## Ординарії дієцезії
- єпископ Юстінас Стаугайтіс (5.04.1926 — 8.07.1943)
- єпископ Вінцентас Борісевічюс (21.01.1944 — 18.11.1946)
- єпископ Петрас Мажеліс (14.02.1964 — 21.05.1966)
- єпископ Антанас Вайчюс (10.03.1989 — 26.05.2001)
- єпископ Йонас Борута, S.J. (5.01.2002 — 18.09.2017)
- єпископ Кестутіс Кевалас (з 18.09.2017 — 19.02.2020)
- єпископ Алґірдас Юревічюс (з 1.06.2020)